# Németország tartományai

Németország tartományai

Németország tartományai (németül: Land / Länder, melynek magyar fordítása tulajdonképpen ország(ok)), a köznyelvben általánosan használt formájában szövetségi tartomány(ok) (németül: Bundesland / Bundesländer) a Német Szövetségi Köztársaságot alkotó félszuverén államok. Németország 1990 óta tizenhat szövetségi tartományra tagolódik.
Minden tartománynak saját alkotmánya, költségvetése és fővárosa (Landeshauptstadt) van, mely utóbbi a tartományi parlament (Landtag, tulajdonképpen országgyűlés) és a kormány székhelye.
Minden tartományt a kormánya által kijelölt, a népesség nagyságától függő számú tag képviseli a német Szövetségi Tanácsban (Bundesrat), mely a parlament felsőháza, ezáltal a tartományok erősen befolyásolják a szövetségi szintű jogalkotást.
A nagyobb tartományok közül némelyik kormányzati kerületekre (Regierungsbezirk) oszlik, melyekben a tartományi kormány kihelyezett hivatalai működnek.
| #   | Címer | Tartomány                                        | Székhely    | Népesség (millió) | Terület (km²) | Népsűrűség (fő/km²) | Kormányfő                     | Csatlakozás a szövetséghez | Térkép |
| --- | ----- | ------------------------------------------------ | ----------- | ----------------- | ------------- | ------------------- | ----------------------------- | -------------------------- | ------ |
| 1.  |       | Alsó-Szászország Niedersachsen                   | Hannover    | 8,001             | 47 620        | 168                 | Stephan Weil (SPD)            | 1949                       |        |
| 2.  |       | Baden-Württemberg                                | Stuttgart   | 10,717            | 35 752        | 300                 | Winfried Kretschmann (Zöldek) | 1952                       |        |
| 3.  |       | Bajorország Bayern                               | München     | 12,444            | 70 549        | 176                 | Markus Söder (CSU)            | 1949                       |        |
| 4.  |       | Berlin                                           | –           | 3,388             | 892           | 3798                | Franziska Giffey (SPD)        | 1990                       |        |
| 5.  |       | Brandenburg                                      | Potsdam     | 2,568             | 29 478        | 87                  | Dietmar Woidke (SPD)          | 1990                       |        |
| 6.  |       | Bréma Bremen                                     | Bréma       | 0,663             | 404           | 1641                | Andreas Bovenschulte (SPD)    | 1949                       |        |
| 7.  |       | Észak-Rajna-Vesztfália Nordrhein-Westfalen       | Düsseldorf  | 18,075            | 34 084        | 530                 | Hendrik Wüst (CDU)            | 1949                       |        |
| 8.  |       | Hamburg                                          | –           | 1,735             | 755           | 2298                | Peter Tschentscher (SPD)      | 1949                       |        |
| 9.  |       | Hessen                                           | Wiesbaden   | 6,089             | 21 115        | 288                 | Volker Bouffier (CDU)         | 1949                       |        |
| 10. |       | Mecklenburg-Elő-Pomeránia Mecklenburg-Vorpommern | Schwerin    | 1,720             | 23 179        | 74                  | Manuela Schwesig (SPD)        | 1990                       |        |
| 11. |       | Rajna-vidék-Pfalz Rheinland-Pfalz                | Mainz       | 4,061             | 19 853        | 205                 | Malu Dreyer (SPD)             | 1949                       |        |
| 12. |       | Saar-vidék Saarland                              | Saarbrücken | 1,056             | 2569          | 411                 | Tobias Hans (CDU)             | 1957                       |        |
| 13. |       | Schleswig-Holstein                               | Kiel        | 2,829             | 15 763        | 179                 | Daniel Günther (CDU)          | 1949                       |        |
| 14. |       | Szász-Anhalt Sachsen-Anhalt                      | Magdeburg   | 2,494             | 20 446        | 122                 | Reiner Haseloff (CDU)         | 1990                       |        |
| 15. |       | Szászország Sachsen                              | Drezda      | 4,296             | 18 415        | 233                 | Michael Kretschmer (CDU)      | 1990                       |        |
| 16. |       | Türingia Thüringen                               | Erfurt      | 2,355             | 16 172        | 146                 | Bodo Ramelow (Balpárt)        | 1990                       |        |

## Külső hivatkozások
- Német térkép.lap.hu - linkgyűjtemény. nemetterkep.lap.hu. (magyarul) Budapest: Startlap (Hozzáférés: 2018. november 3.) (HTML)